# Coppa Agostoni 1984
La Coppa Agostoni 1984, trentottesima edizione della corsa, si svolse il 14 agosto 1984 su un percorso di 208 km. La vittoria fu appannaggio dell'italiano Franco Chioccioli, che completò il percorso in 5h05'08", precedendo lo svizzero Serge Demierre ed il connazionale Claudio Corti.

## Ordine d'arrivo (Top 10)
| Pos. | Corridore                | Squadra               | Tempo    |
| ---- | ------------------------ | --------------------- | -------- |
| 1    | Franco Chioccioli        | Murella-Rossin        | 5h05'08" |
| 2    | Serge Demierre           | Cilo-Aufina           | s.t.     |
| 3    | Claudio Corti            | Sammontana-Campagnolo | s.t.     |
| 4    | Gianbattista Baronchelli | Murella-Rossin        | s.t.     |
| 5    | Bruno Leali              | Carrera-Inoxpran      | s.t.     |
| 6    | Daniel Gisiger           | Atala-Campagnolo      | s.t.     |
| 7    | Silvano Contini          | Bianchi-Piaggio       | s.t.     |
| 8    | Hubert Seiz              | Cilo-Aufina           | s.t.     |
| 9    | Emanuele Bombini         | Del Tongo-Colnago     | s.t.     |
| 10   | Luciano Loro             | Carrera-Inoxpran      | s.t.     |